# Renault Kwid
Renault Kwid (укр. Рено Квід) — перша модель A-Класу альянсу Renault-Nissan, що базується на платформі CMF-A (Common Module Family). Прототип був представлений в 2014 році на автошоу в Нью-Делі. Серійну модель почнуть виробляти у другій половині 2015 року на заводі Renault в місті Ченнаї, Індія, а продажі почнуться у вересні того ж року.

## Специфікація

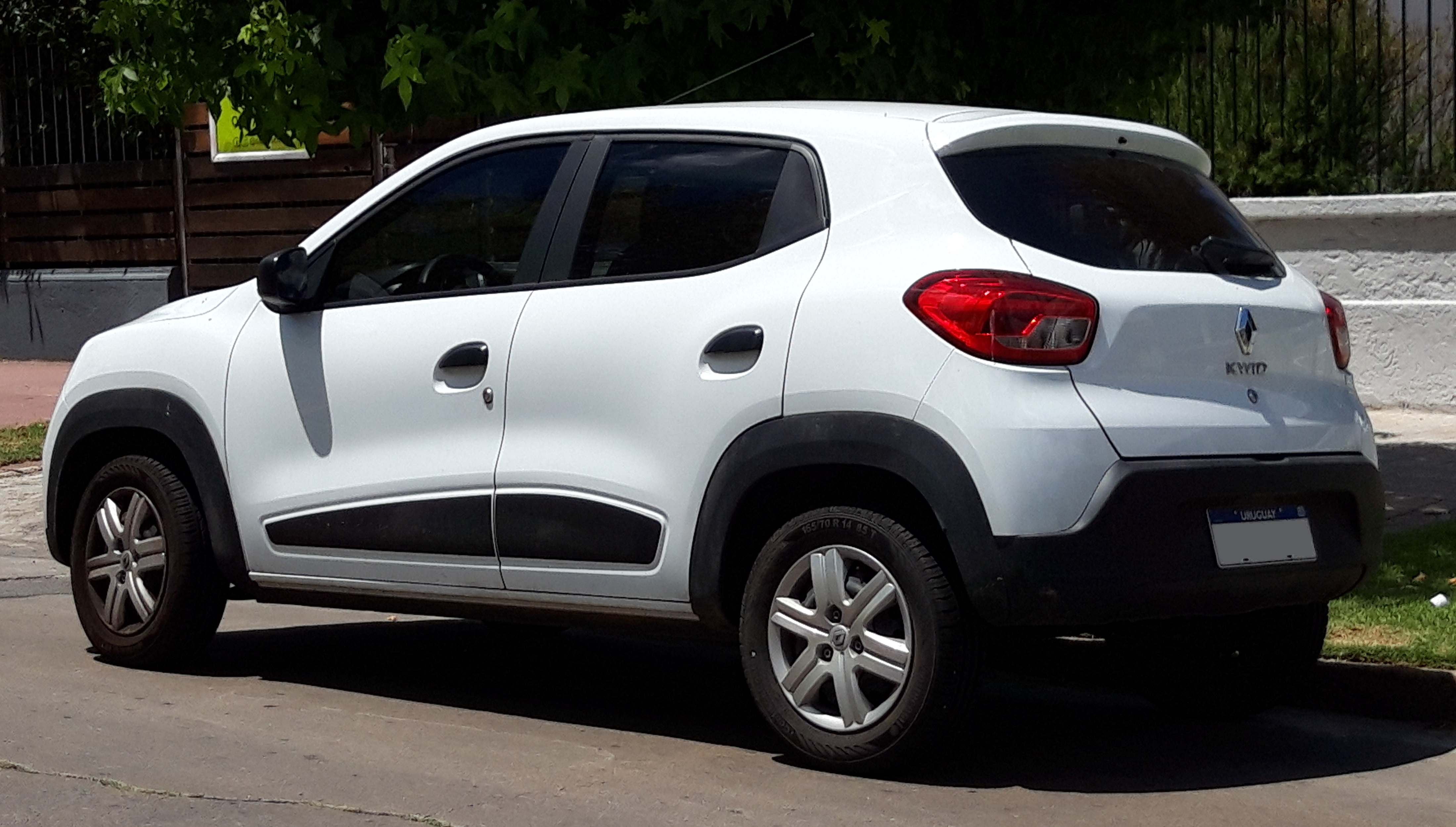
Renault Kwid

Kwid побудований на платформі CMF-A та оснащений три-циліндровим бензиновим двигуном, об'ємом 800 см3, який був розроблений спільно Renault-Nissan. Потужність двигуна складає 57 кінських сил. Коробка передач механічна, 5-ти ступенева. Привід автомобіля — передній. Через деякий час після старту продажів, з'явиться більш потужніша версія з 1,0 літровим бензиновим двигуном та автоматичною трансмісією. Довжина складає 3680 мм, ширина — 1580 мм, кліренс — 180 мм.
Renault Kwid бюджетний хетчбек з позашляховим дизайном. Дизайнерська стратегія Лоренса ван ден Акера відображає направлення Explore. Звідси позашляховий дизайн та висока посадка. За дизайн інтер'єру відповідали спеціалісти з дизайн-студії Renault Design India. Над кузовом та шасі працювали в Японії, над електронікою в Кореї, проте інжинірингом керували в Індії, а виробництво компонентів локалізовано на 98%.
20 травня 2015 року, в місті Ченнаї, генеральний директор Renault Карлос Гон представив серійний автомобіль. Модель орієнтована на глобальний ринок, а Індія перша в черзі. Ціни в автосалонах Індії стартували з позначки в 4700 $.
В оснащення автомобіля входять: протитуманні фари, 7-дюймовий сенсорний екран, система Renault MediaNAV з функціями FM-радіо, Bluetooth та супутниковою навігацією, кондиціонер, цифрова приладова панель, передні скло-підйомники, дзеркала з електро-приводом. Проте колісні маточини — з трьома шпильками, задні двері без склоочисника, а передня панель без бардачка.

## Фейсліфтинг 2019

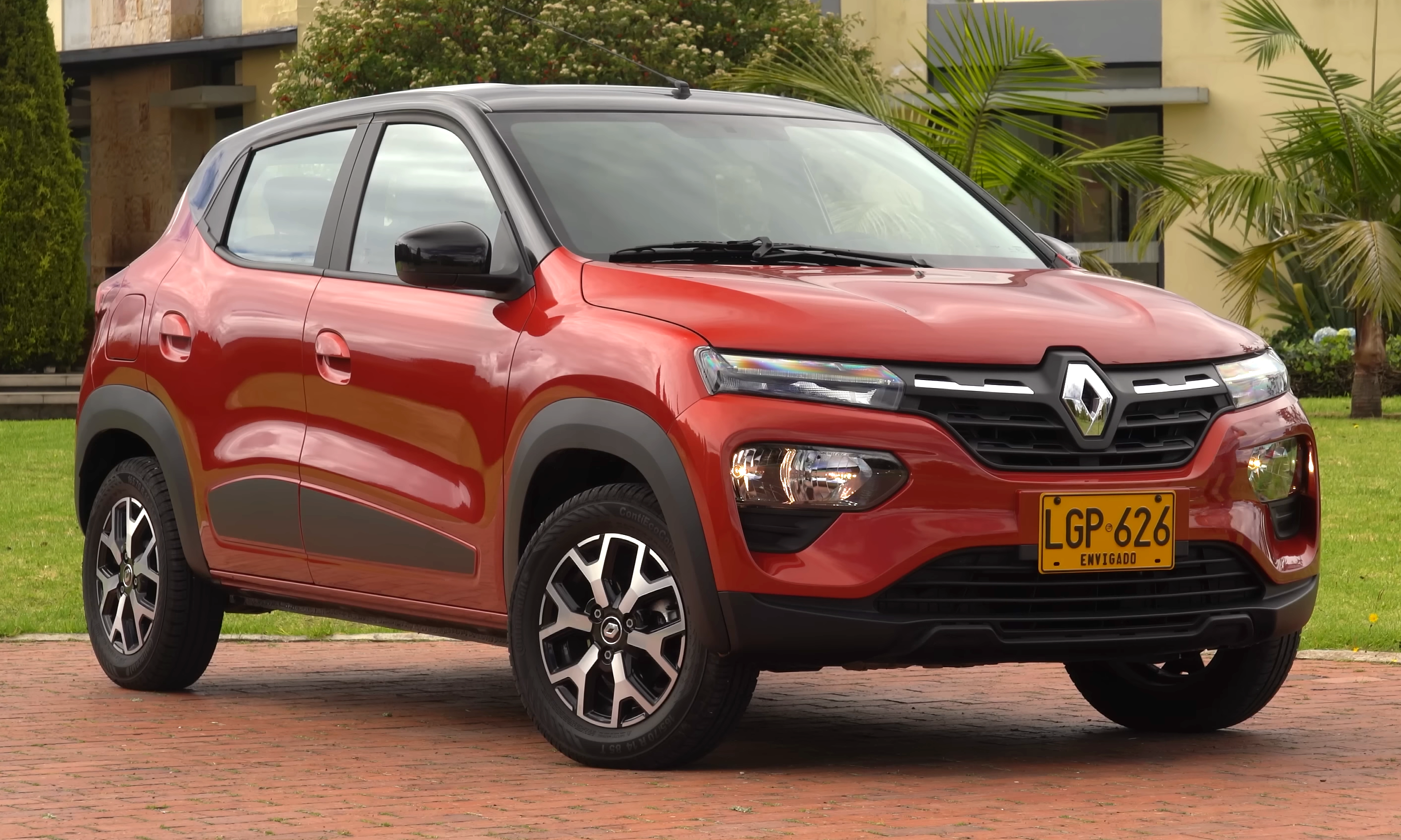
Renault Kwid (з 2019)

Оновлений Kwid дебютував у Китаї в квітні 2019 року як Renault City K-ZE. Спереду у City K-ZE були роздільні фари, що складаються із світлодіодних денних ходових вогнів, поворотних ліхтарів та позиційних вогнів у верхній частині та дальнього світла у нижній частині. Він також отримав задні ліхтарі з С-подібними світлодіодними напрямними.
Дизайн City K-ZE ліг в основу модернізованого Kwid, який дебютував в Індії в жовтні 2019 року, а зовнішніми відмінностями були передня решітка радіатора та колеса. Оновлений Kwid також оснащений більшою 9,0-дюймовою інформаційно-розважальною системою, обладнаною Apple CarPlay та Android Auto, а також додатковою передньою подушкою безпеки для пасажира.

## Двигуни
- 0.8 L BR08DE I3 54 к.с.
- 1.0 L HR10DE BR10DE (SCe) I3 68 к.с.

## Продажі
| рік  | Індія   | Пд. Африка      | Бразилія | Аргентина | Мексика          | всього  |
| ---- | ------- | --------------- | -------- | --------- | ---------------- | ------- |
| 2015 | 17,933  |                 |          |           |                  |         |
| 2016 | 105,745 |                 |          |           |                  | 111,688 |
| 2017 | 92,440  | 8,027           | 22,576   | 430       |                  | 124,807 |
| 2018 | 66,815  | 9,695           | 67,320   | 22,578    |                  | 171,088 |
| 2019 | 53,438  | 11,848          | 85,117   | 12,058    | 7,196            | 183,989 |
| 2020 | 37,927  | 6,017           | 49,476   | 7,657     | 9,709            | 117,898 |
| 2021 |         | 7,919[джерело?] | 52,922   | 3,168     | 11,368[джерело?] | 120,056 |
| 2022 |         |                 | 57,019   | 57        | 13,809           |         |

## Додаткові посилання
- Renault Kwid concept car, designed for international roads // Conçu pour les routes internationales [Архівовано 3 січня 2016 у Wayback Machine.]
- Rahul Richard: The man behind the Renault Kwid, Gerard Detourbet [Архівовано 4 січня 2016 у Wayback Machine.] on overdrive.in ; 09 Sep 2015